# Ewelina Sętowska-Dryk
Ewelina Sętowska-Dryk (geb. Sętowska; * 5. März 1980) ist eine ehemalige polnische Mittelstreckenläuferin, die sich auf die 800-Meter-Distanz spezialisiert hatte und wegen ihrer Sprintstärke auch in der 4-mal-400-Meter-Staffel eingesetzt wurde.
Bei den Weltmeisterschaften 2005 in Helsinki erreichte sie das Halbfinale. 2006 wurde sie bei den Hallenweltmeisterschaften in Moskau Sechste. Bei den Europameisterschaften in Göteborg schied sie im Einzelbewerb im Halbfinale aus und gewann mit der polnischen 4-mal-400-Meter-Stafette Bronze. 2007 kam sie bei den Weltmeisterschaften in Osaka über 800 Meter ins Halbfinale. In der Staffel kam sie auf den sechsten Rang. Dieselbe Platzierung erreichte sie mit dem polnischen Team bei den Hallenweltmeisterschaften 2008 in Valencia.
Bei den Europameisterschaften 2012 in Helsinki schied sie im Vorlauf aus.
Zweimal wurde sie im Freien (2005, 2008) und fünfmal in der Halle (2005–2008, 2012) nationale Meisterin.

## Persönliche Bestzeiten
- 400 m: 53,56 s, 27. Mai 2006, Biała Podlaska
  - Halle: 53,67 s, 18. Februar 2006, Spała
- 800 m: 1:58,96 min, 27. August 2006, Rieti
  - Halle: 2:00,75 min, 21. Februar 2008, Stockholm
- 1000 m: 2:37,43 min, 22. August 2006, Linz
- 400-Meter-Hürdenlauf: 57,17 s, 11. September 2004, Krakau